# تويوتا تي100
تويوتا تي100 هي إحدى طرازات النقل الكبيرة التي أنتجتها شركة تويوتا للسيارات.
تم تقديم السيارة أواخر عام 1992م على أنها طراز 1993 في محاولة لجذب مشتري سيارات النقل الكبيرة والتمتع باقتصادها في استهلاك الوقود وبنية إلغاء طرازات النقل الصغيرة كطراز هايلوكس واعتمدت تويوتا على حجمها الصغير نسبياً. كان من المنتظر إطلاق تويوتا لهذا الطراز بمحرك V8 إلا أنها لم تصدر تي100 أبداً بهذا المحرك الأمر الذي حدّ من مبيعاتها حيث أنهت تويوتا إنتاجها سريعاً عام 1998م.